# Ауґустово (Жнінський повіт)
Ауґустово (пол. Augustowo, нім. Augustenhof) — село в Польщі, у гміні Барцин Жнінського повіту Куявсько-Поморського воєводства.
У 1975-1998 роках село належало до Бидгощського воєводства.